# Coptocercus galachrous
Coptocercus galachrous là một loài bọ cánh cứng trong họ Cerambycidae.